# Jochen Kusber

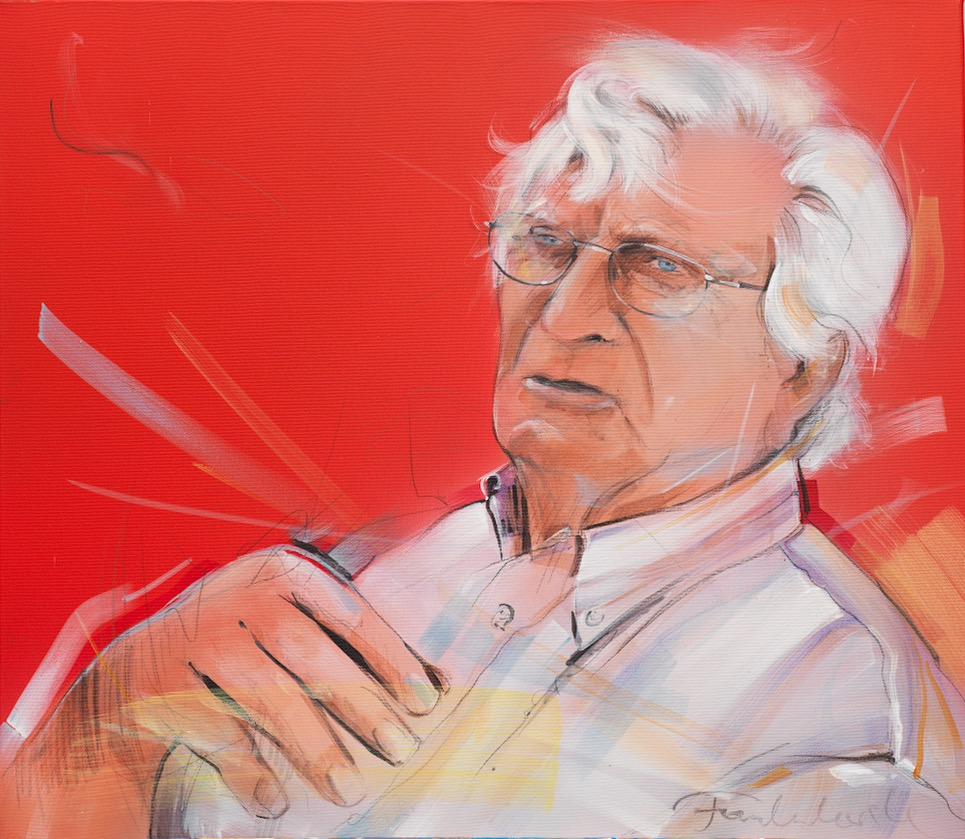
Iwona Fankulewska: Jochen Kusber (2008)

Jochen Kusber (* 6. Januar 1928 in Oppeln, Oberschlesien; † 5. Februar 2020 in Rastede) war ein deutscher Maler und Bildhauer.

## Leben
Kusber verlor die Mutter im Alter von vier Jahren. Als Sohn eines Hoteliers verbrachte er seine Kindheit und Jugend in  Brieg,  Liegnitz und  Neumarkt in Schlesien mit Zwischenstationen in  Neustadt O.S.,  Silberberg und  Bad Salzbrunn. Er engagierte sich im  Jungvolk und in der Hitlerjugend. Im  Deutsch-Sowjetischen Krieg geriet er als Soldat der Wehrmacht in Kriegsgefangenschaft. Er konnte fliehen und blieb zwei Jahre bei Verwandten in Oberschlesien.

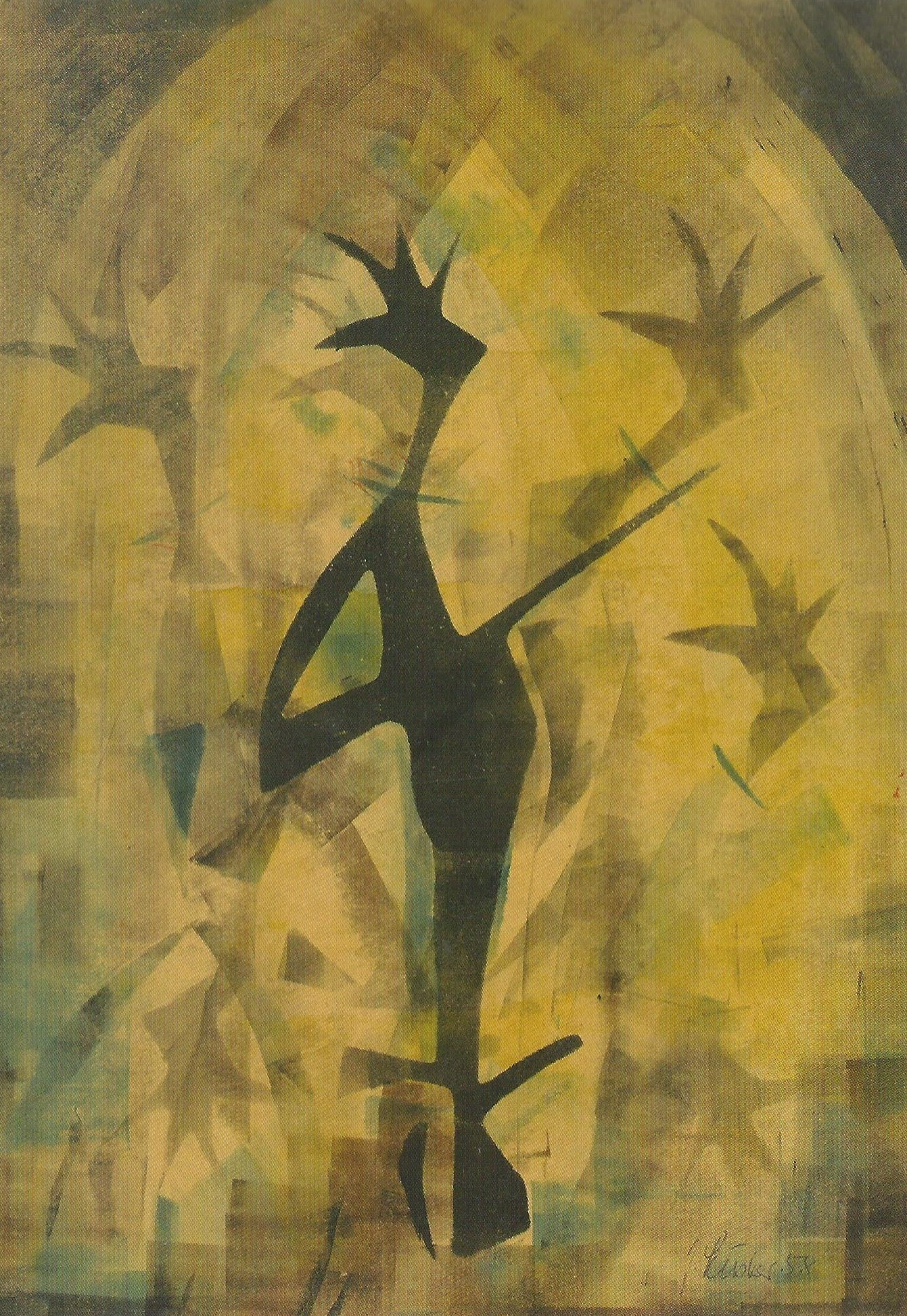
Jochen Kusber: Teufel vor der Kirche

Er ging nach Westdeutschland und fand Arbeit an der Herzog August Bibliothek. Nach einem Jahr begann er ein Studium an der  Werkkunstschule Braunschweig. Er heiratete 1957 und wohnte mit seiner Frau in Bremen. In der Industrie war Kusber Repräsentant für Norddeutschland. Das Ehepaar verzog 1967 nach Rastede und eröffnete eine Kunstgalerie. Bei seiner Neigung zur Paläontologie begann Kusber seine Fossilien und Mineralien auszustellen. Bei der immer größer werdenden Resonanz gründete er den Kunst- und Kulturkreis Rastede, den er von 1980 bis 1983 leitete. Ausstellungen hatte er in Frankfurt am Main, Bad Nauheim, Darmstadt, Erbach (Odenwald), Aschaffenburg, Mühltal und  Braunschweig sowie im Moor- und Fehnmuseum Elisabethfehn. Auch während der zehnjährigen Tätigkeit in Frankfurt am Main blieb Rastede Kusbers Zuhause.
Er war Herausgeber der Zeitschrift „Der Spieker“. Er war Mitglied der Schlaraffia und Vorsitzender des Kunstpfades Ammerland, einer Vereinigung der Kunstvereine im Ammerland.

## Schriften
- Rastede früher, Rastede heute. Bilder einer Ausstellung. Rastede 1979.